# Font de la Pastora
La font de la Pastora s'ubica al nord del municipi d'Olesa de Montserrat. Està a ubicada a la serralada de Puigventós, a mig camí entre la Masia de Puigventós i el Pla del Fideuer. Segons les referències històriques de l'Arxiu Històric Municipal d'Olesa de Montserrat, ja surt documentat el 1628. El topònim dona a entendre que la ramaderia extensiva era present a la zona. La font està situada en una petita fondalada reforçada amb pedres i un broc. L'aigua és recollida cap una petita bassa.